# Beni Khalled

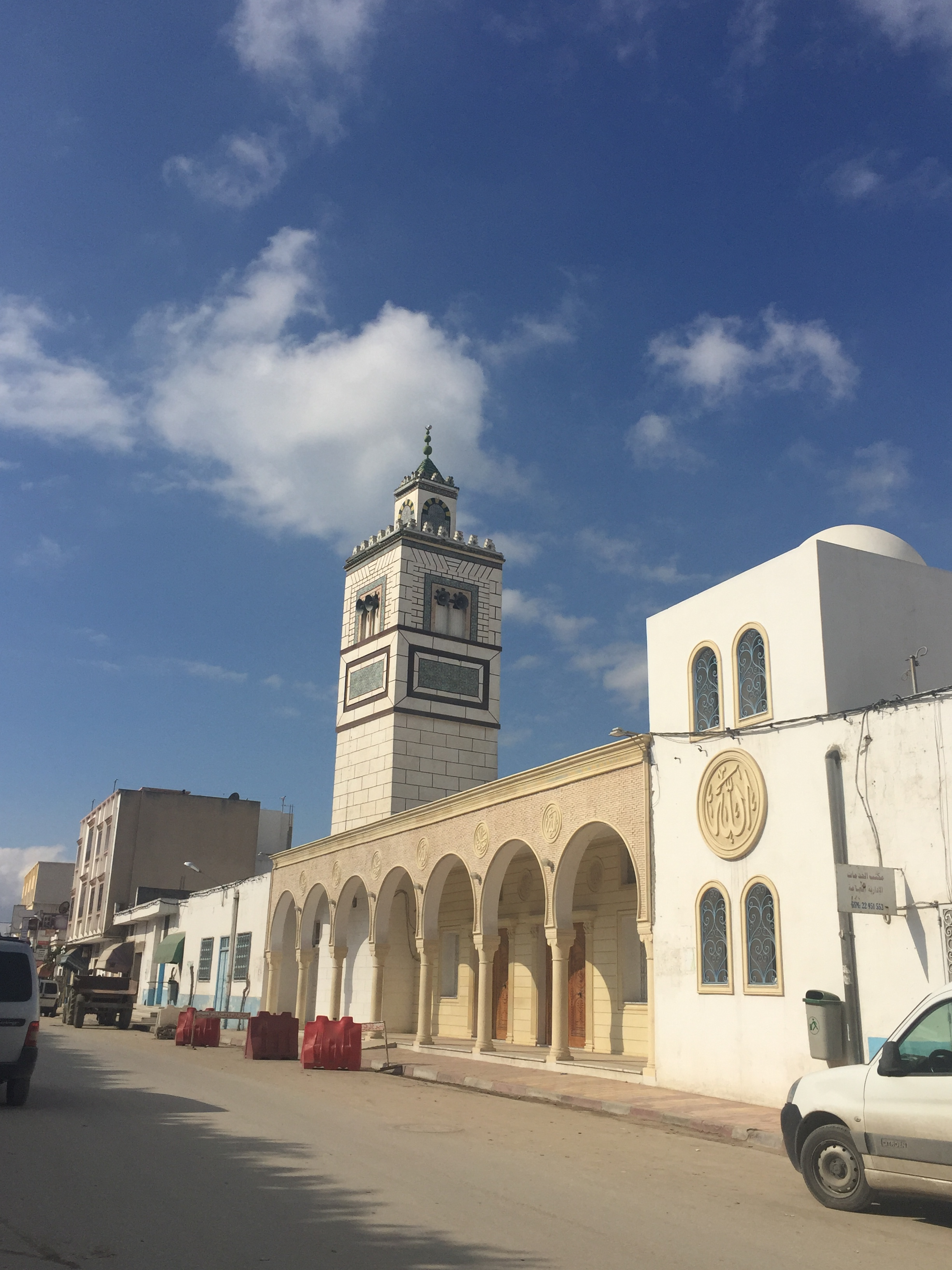
Mesquita situada a Beni Khalled.

Beni Khaled o Beni Khalled o Béni Khalled és una ciutat de Tunísia, situada a uns 10 km de Nabeul, dins de la governació homònima. És capçalera d'una delegació amb 29.420 habitants al cens del 2004. El municipi té 11.000 habitants i una superfície de 592 hectàrees. Està a 40 km de Tunis i en el centre de la regió del Cap Bon, en una zona agrícola.

## Vida cultural
Celebra festivals a la primavera (març) i a l'estiu (juliol-agost). Té un mercat setmanal. És una ciutat molt tradicional on el turisme no ha arrelat, però si que ha canviat la manera de viure dels habitants.

## Administració
És el centre de la delegació o mutamadiyya homònima, amb codi geogràfic 15 63 (ISO 3166-2:TN-12), dividida en sis sectors o imades:
- Beni Khalled Nord (15 63 51)
- Beni Khalled Sud (Toumi) (15 63 52)
- Zaouiet Djedidi (15 63 53)
- Kobba El Kebira (15 63 54)
- Bir Drassen (15 63 55)
- Béni khalled Est (15 63 56)

Al mateix temps, forma una municipalitat o baladiyya (codi geogràfic 15 30). La municipalitat fou creada pel decret nº 213 del 12 de setembre de 1958.